# Mari Hamada Complete Single Collection
Albums de Mari Hamada
Legenda
(15 février 2012) Mission
(13 janvier 2016)
Compilations par Mari Hamada
Inclination III
(7 août 2013) Golden Best
(24 juin 2015)
Mari Hamada Complete Single Collection (en capitales : MARI HAMADA COMPLETE SINGLE COLLECTION), parfois appelé Hamada Mari 30th Anniversary - Mari Hamada ~Complete Single Collection~ (浜田麻里 30th ANNIVERSARY MARI HAMADA ～COMPLETE SINGLE COLLECTION～), est un coffret de disques de Mari Hamada sorti en 2014, compilant tous ses titres parus en singles.

## Présentation
Le coffret contient quatre CD et deux DVD de clips. Il sort le 8 janvier 2014 au Japon sous le label Victor Entertainment à l'occasion des trente ans de carrière de la chanteuse, cinq mois seulement après sa compilation Inclination III qui couvrait les dix années précédentes (de 2003 à 2013). Bien qu'il s'agisse d'un coffret de disques, il atteint la 19e place du classement des ventes d'albums de l'Oricon, qui le considère comme un album compilation, et reste classé pendant trois semaines. Il se vend même mieux que la plupart des albums de la chanteuse parus dans les années 2000.
Sont compilés sur quatre CD les 49 titres parus sur ses 23 singles physiques, sortis de 1985 à 2005, incluant leurs "faces B" (les trois derniers singles comportent en fait trois titres, tous présents), ainsi que ses deux titres parus en "single digital" en téléchargement en 2008 (Eagle et Wish). Figurent aussi en titres bonus sur le dernier CD trois titres rares : Bye-Bye My Little Summer et Someone Like You (parus au Japon sur deux CD singles promotionnels ne contenant qu'un seul titre, dans les années 1990), et Til Tomorrow (version en anglais du titre éponyme de l'album Tomorrow, jusque-là inédite au Japon, mais parue sur un album pour le marché étranger).
Seules étaient jusque-là inédites en album les chansons Bye-Bye My Little Summer, Eagle (dans sa version originale), et les "faces B" Heartless Woman, Self-Love (dans sa version live), Endless Wave, et Flame ; les autres étaient déjà parues en album ou sur de précédentes compilations. Les deux DVD contiennent les clips vidéos des 25 singles officiels (les 23 physiques et les deux digitaux).

## Liste des pistes
| Disc 1 (CD) | Disc 1 (CD)                                           | Disc 1 (CD)                                       | Disc 1 (CD) | Disc 1 (CD) | Disc 1 (CD) | Disc 1 (CD) | Disc 1 (CD) | Disc 1 (CD) | Disc 1 (CD) |
| No          | Titre                                                 | Origine                                           | Durée       |             |             |             |             |             |             |
| ----------- | ----------------------------------------------------- | ------------------------------------------------- | ----------- | ----------- | ----------- | ----------- | ----------- | ----------- | ----------- |
| 1.          | Blue Revolution (BLUE REVOLUTION)                     | 1er single (1985) ; de l'album Blue Revolution    | 5:01        |             |             |             |             |             |             |
| 2.          | Heartless Woman                                       | du 1er single (1985) ; inédit en album            | 4:37        |             |             |             |             |             |             |
| 3.          | Crime of Love                                         | 2e single (1986) ; (de l'album Now & Then)        | 5:27        |             |             |             |             |             |             |
| 4.          | Night Steals                                          | du 2e single (1986) ; (de l'album Heart and Soul) | 4:43        |             |             |             |             |             |             |
| 5.          | Love and Free (LOVE AND FREE)                         | 3e single (1986) ; de Promise in the History      | 4:12        |             |             |             |             |             |             |
| 6.          | Promise in the History (PROMISE IN THE HISTORY)       | du 3e single (1986) ; de Promise in the History   | 4:55        |             |             |             |             |             |             |
| 7.          | Magic -Adventurous Heart- (MAGIC -Adventurous Heart-) | 4e single (1987) ; de l'album Anthology 1987      | 4:10        |             |             |             |             |             |             |
| 8.          | Right to Go (RIGHT TO GO)                             | du 4e single (1987) ; de l'album Anthology 1987   | 4:36        |             |             |             |             |             |             |
| 9.          | 999 ~One More Reason~ (999 ～ONE MORE REASON～)       | 5e single (1987) ; de In the Precious Age         | 3:27        |             |             |             |             |             |             |
| 10.         | Fire and Ice                                          | du 5e single (1987) ; de In the Precious Age      | 3:57        |             |             |             |             |             |             |
| 11.         | Forever (FOREVER)                                     | 6e single (1988) ; de l'album Heart and Soul      | 4:02        |             |             |             |             |             |             |
| 12.         | Self-Love (Live Version) (SELF-LOVE ＜LIVE VERSION＞) | du 6e single (1988) ; (In the Precious Age)       | 7:17        |             |             |             |             |             |             |
| 13.         | Call my Luck (CALL MY LUCK)                           | 7e single (1988) ; de Love Never Turns Against    | 4:03        |             |             |             |             |             |             |
| 14.         | Sailing on (SAILING ON)                               | du 7e single (1988) ; Love Never Turns Against    | 3:43        |             |             |             |             |             |             |
| 1:04:16     |                                                       |                                                   |             |             |             |             |             |             |             |

| Disc 2 (CD) | Disc 2 (CD)                                                            | Disc 2 (CD)                                       | Disc 2 (CD) | Disc 2 (CD) | Disc 2 (CD) | Disc 2 (CD) | Disc 2 (CD) | Disc 2 (CD) | Disc 2 (CD) |
| No          | Titre                                                                  | Origine                                           | Durée       |             |             |             |             |             |             |
| ----------- | ---------------------------------------------------------------------- | ------------------------------------------------- | ----------- | ----------- | ----------- | ----------- | ----------- | ----------- | ----------- |
| 1.          | Heart and Soul                                                         | 8e single (1988) ; de l'album Heart and Soul      | 4:53        |             |             |             |             |             |             |
| 2.          | My Tears                                                               | du 8e single (1988) ; de l'album Heart and Soul   | 6:22        |             |             |             |             |             |             |
| 3.          | Return to Myself ~ Shinai Shinai Natsu. (... ～しない、しない、ナツ。) | 9e single (1989) ; de l'album Return to Myself    | 4:31        |             |             |             |             |             |             |
| 4.          | Restless Kind                                                          | du 9e single (1989) ; de l'album Return to Myself | 4:03        |             |             |             |             |             |             |
| 5.          | Open Your Heart                                                        | 10e single (1989) ; de l'album Sincerely          | 5:24        |             |             |             |             |             |             |
| 6.          | Endless Wave (ENDLESS WAVE)                                            | du 10e single (1989) ; inédit en album            | 4:20        |             |             |             |             |             |             |
| 7.          | Heaven Knows                                                           | 11e single (1990) ; de l'album Colors             | 4:22        |             |             |             |             |             |             |
| 8.          | Take It Easy On Yourself                                               | du 11e single (1990) ; de l'album Colors          | 4:28        |             |             |             |             |             |             |
| 9.          | Nostalgia                                                              | 12e single (1990) ; de l'album Colors             | 4:18        |             |             |             |             |             |             |
| 10.         | Empty Room                                                             | du 12e single (1990) ; de l'album Colors          | 4:53        |             |             |             |             |             |             |
| 11.         | Paradox                                                                | 13e single (1991) ; de l'album Tomorrow           | 5:15        |             |             |             |             |             |             |
| 12.         | Missing                                                                | du 13e single (1991) ; de l'album Tomorrow        | 3:08        |             |             |             |             |             |             |
| 13.         | Tele-Control                                                           | 14e single (1992) ; de l'album Tomorrow           | 4:40        |             |             |             |             |             |             |
| 14.         | Rainy Blue                                                             | du 14e single (1992) ; de l'album Tomorrow        | 4:54        |             |             |             |             |             |             |
| 1:05:36     |                                                                        |                                                   |             |             |             |             |             |             |             |

| Disc 3 (CD) | Disc 3 (CD)             | Disc 3 (CD)                                    | Disc 3 (CD) | Disc 3 (CD) | Disc 3 (CD) | Disc 3 (CD) | Disc 3 (CD) | Disc 3 (CD) | Disc 3 (CD) |
| No          | Titre                   | Origine                                        | Durée       |             |             |             |             |             |             |
| ----------- | ----------------------- | ---------------------------------------------- | ----------- | ----------- | ----------- | ----------- | ----------- | ----------- | ----------- |
| 1.          | Cry For The Moon        | 15e single (1993) ; de l'album Anti-Heroine    | 5:19        |             |             |             |             |             |             |
| 2.          | Anti-Heroine            | du 15e single (1993) ; de l'album Anti-Heroine | 4:51        |             |             |             |             |             |             |
| 3.          | Company                 | 16e single (1993) ; de l'album Anti-Heroine    | 4:49        |             |             |             |             |             |             |
| 4.          | Private Heaven          | du 16e single (1993) ; de l'album Anti-Heroine | 5:19        |             |             |             |             |             |             |
| 5.          | Hey Mr. Broken Heart    | 17e single (1996) ; de l'album Persona         | 5:52        |             |             |             |             |             |             |
| 6.          | Indian Summer           | du 17e single (1996) ; de l'album Persona      | 6:06        |             |             |             |             |             |             |
| 7.          | Antique                 | 18e single (1996) ; de l'album Persona         | 5:21        |             |             |             |             |             |             |
| 8.          | Long Long way from Home | du 18e single (1996) ; de l'album Persona      | 5:36        |             |             |             |             |             |             |
| 9.          | Until the Dawn          | 19e single (1998) ; de l'album Philosophia     | 4:54        |             |             |             |             |             |             |
| 10.         | Summer Days             | du 19e single (1998) ; de l'album Philosophia  | 6:18        |             |             |             |             |             |             |
| 11.         | Millenia                | 20e single (2000) ; de l'album Blanche         | 5:13        |             |             |             |             |             |             |
| 12.         | Blanc (BLANC (ブラン))  | du 20e single (2000) ; de l'album Blanche      | 4:11        |             |             |             |             |             |             |
| 1:03:57     |                         |                                                |             |             |             |             |             |             |             |

| Disc 4 (CD) | Disc 4 (CD)                                                       | Disc 4 (CD)                                          | Disc 4 (CD) | Disc 4 (CD) | Disc 4 (CD) | Disc 4 (CD) | Disc 4 (CD) | Disc 4 (CD) | Disc 4 (CD) |
| No          | Titre                                                             | Origine                                              | Durée       |             |             |             |             |             |             |
| ----------- | ----------------------------------------------------------------- | ---------------------------------------------------- | ----------- | ----------- | ----------- | ----------- | ----------- | ----------- | ----------- |
| 1.          | Frozen Flower                                                     | 21e single (2002) ; de l'album Marigold              | 4:43        |             |             |             |             |             |             |
| 2.          | Flame                                                             | du 21e single (2002) ; inédit en album               | 4:42        |             |             |             |             |             |             |
| 3.          | Prayer                                                            | du 21e single (2002) ; de l'album Marigold           | 6:16        |             |             |             |             |             |             |
| 4.          | Ash And Blue                                                      | 22e single (2003) ; de l'album Sense of Self         | 3:50        |             |             |             |             |             |             |
| 5.          | Necessary Condition                                               | du 22e single (2003) ; de l'album Sense of Self      | 4:46        |             |             |             |             |             |             |
| 6.          | Stardust                                                          | du 22e single (2003) ; de l'album Sense of Self      | 5:29        |             |             |             |             |             |             |
| 7.          | Fly High                                                          | 23e single (co-face A ; 2005) ; de l'album Elan      | 4:05        |             |             |             |             |             |             |
| 8.          | Moonlight Shadow                                                  | 23e single (co-face A ; 2005) ; de l'album Elan      | 4:53        |             |             |             |             |             |             |
| 9.          | Sing Away                                                         | du 23e single (2005) ; (de l'album Inclination III)  | 4:11        |             |             |             |             |             |             |
| 10.         | Eagle (EAGLE)                                                     | Single digital (2008) ; (remixé sur Reflection)      | 6:10        |             |             |             |             |             |             |
| 11.         | Wish                                                              | Single digital (2008) ; (de l'album Inclination III) | 6:53        |             |             |             |             |             |             |
| 12.         | Bye-Bye My Little Summer (Bye-bye my little summer) (Bonus track) | Single spécial (1990) ; inédit en album              | 5:06        |             |             |             |             |             |             |
| 13.         | Someone Like You (Bonus track)                                    | Single spécial (1993) ; de l'album Introducing...    | 4:07        |             |             |             |             |             |             |
| 14.         | Til Tomorrow (Bonus track)                                        | Inédit au Japon ; de l'album All My Heart            | 5:17        |             |             |             |             |             |             |
| 1:10:39     |                                                                   |                                                      |             |             |             |             |             |             |             |

| 1.  | Blue Revolution (BLUE REVOLUTION)                                      | Clip vidéo du 1er single (1985) |  |
| 2.  | Crime of Love                                                          | Clip vidéo du 2e single (1986)  |  |
| 3.  | Love and Free (LOVE AND FREE)                                          | Clip vidéo du 3e single (1986)  |  |
| 4.  | Magic -Adventurous Heart- (MAGIC -Adventurous Heart-)                  | Clip vidéo du 4e single (1987)  |  |
| 5.  | 999 ~One More Reason~ (999 ～ONE MORE REASON～)                        | Clip vidéo du 5e single (1987)  |  |
| 6.  | Forever (FOREVER)                                                      | Clip vidéo du 6e single (1988)  |  |
| 7.  | Call my Luck (CALL MY LUCK)                                            | Clip vidéo du 7e single (1988)  |  |
| 8.  | Heart and Soul                                                         | Clip vidéo du 8e single (1988)  |  |
| 9.  | Return to Myself ~ Shinai Shinai Natsu. (... ～しない、しない、ナツ。) | Clip vidéo du 9e single (1989)  |  |
| 10. | Open Your Heart                                                        | Clip vidéo du 10e single (1989) |  |
| 11. | Heaven Knows                                                           | Clip vidéo du 11e single (1990) |  |
| 12. | Nostalgia                                                              | Clip vidéo du 12e single (1990) |  |

| 1.  | Paradox              | Clip vidéo du 13e single (1991)     |  |
| 2.  | Tele-Control         | Clip vidéo du 14e single (1992)     |  |
| 3.  | Cry For The Moon     | Clip vidéo du 15e single (1993)     |  |
| 4.  | Company              | Clip vidéo du 16e single (1993)     |  |
| 5.  | Hey Mr. Broken Heart | Clip vidéo du 17e single (1996)     |  |
| 6.  | Antique              | Clip vidéo du 18e single (1996)     |  |
| 7.  | Until the Dawn       | Clip vidéo du 19e single (1998)     |  |
| 8.  | Millenia             | Clip vidéo du 20e single (2000)     |  |
| 9.  | Frozen Flower        | Clip vidéo du 21e single (2002)     |  |
| 10. | Ash And Blue         | Clip vidéo du 22e single (2003)     |  |
| 11. | Fly High             | Clip vidéo du 23e single (2005)     |  |
| 12. | Eagle (EAGLE)        | Clip vidéo du single digital (2008) |  |
| 13. | Wish                 | Clip vidéo du single digital (2008) |  |